# Roxann Dawson
Pour les articles homonymes, voir Caballero et Dawson.
Ne doit pas être confondu avec Rosario Dawson.
Roxann Dawson (née Caballero, le 11 septembre 1958) est une actrice, productrice et réalisatrice américaine. Elle est plus particulièrement connue pour son rôle de B'Elanna Torres dans la série télévisée Star Trek: Voyager.

## Biographie
Dawson participe initialement à A Chorus Line, une production de Broadway. Elle joue quelques rôles mineurs dans les années 1980 et 1990, à la télévision et au cinéma. En 1994, Dawson gagne son premier rôle majeur en incarnant le personnage de B'Elanna Torres dans la série télévisée Star Trek: Voyager, durant sept saisons. Pendant ce temps, elle réalise l'épisode Riddles, originellement diffusé aux États-Unis en septembre 1999. Par la suite, elle réalise l'épisode intégral de Workforce ainsi que 10 épisodes de la série Star Trek: Enterprise. En 2002, elle prête sa voix dans l'épisode Dead Stop.
Elle apparaît également dans d'autres séries télévisées telles que Nightingales, Alerte à Malibu, The Closer : L.A. enquêtes prioritaires, Matlock, La loi est la loi, Le Retour des Incorruptibles, Any Day Now, FBI : Portés disparus, The Lyon's Den, Division d'élite, la version américaine de la série Coupling, et la série de science fiction Sept jours pour agir. Elle a également réalisé des épisodes pour Charmed, Newport Beach, Close to Home : Juste Cause, Lost : Les Disparus, Heroes, Hawthorne : Infirmière en chef, The Closer, Cold Case : Affaires classées, et Caprica, entre autres.
Dawson est également productrice des séries Scandal, Preuve à l'appui, et Cold Case.

## Filmographie

### En tant qu’actrice
- 1995-2001 : Star Trek: Voyager : B'Elanna Torres (rôle)
- 2002 : Star Trek: Enterprise : Voix de la station (saison 2, épisode 4)

### En tant que réalisatrice
- 2001-2004 : Star Trek: Enterprise : réalisation saison 1, ép. 7, 22 ; saison 2, ép. 4, 13, 25 ; saison 3 ép. 6, 12, 16, 21 ; saison 4 ép. 8 (série télévisée)
- 2012-2013 : Smash (série télévisée) - 2 épisodes
- 2014 : Matador (série télévisée) - 1 épisode

- 2019 : Breakthrough
- 2021 : Fondation - Saison 1 (série télévisée) - 2 épisodes[6]
- 2023 : Fondation - Saison 2 (série télévisée) - 2 épisodes